# Беглюк, Максим Викентьевич
Максим Викентьевич Беглюк (29 января 1866, Гродненская губерния — не ранее 1920) — русский офицер, полковник. Участник Первой мировой войны и Гражданской войны.

## Биография
Родился 29 января 1866 года, православный, из крестьян Гродненской губернии. Образование получил в учительской семинарии. В службу вступил 19.06.1886. Окончил Виленское пехотное юнкерское училище в 1890 году; выпущен по 2-му разряду. В офицеры произведен в Петрозаводский 103-й пехотный полк. Подпоручик со старшинством от  05.02.1891 года. Поручик (ст. 05.02.1895). Штабс-Капитан (ст. 06.05.1900).
Участник русско-японской войны 1904-1905 годов. Переведен в 215-й пехотный Бузулукский полк (ВП 25.10.1904). Был в боях. Капитан (14.02.1905; утв. ВП 29.09.1905; ст. 01.10.1904 (позже 05.02.1903); за боевые отличия). Переведен в 103-й пех. Петрозаводский полк (ВП 21.07.1906). Переведен в 27-й Сибирский стрелковый полк (ВП 31.07.1910). На 1 ноября 1913 в том же чине в 27-м Сибирском стрелковом полку. Подполковник (пр. 06.05.1914; ст. 06.05.1914; за отличие по службе).
Участник Первой мировой войны. Ранен в 1914 году. Полковник (пр. 09.06.1916; ст. 29.09.1915; на основании приказа по воен. вед. 1916 г. № 663, ст. 1). На 1 августа 1916 в том же чине и полку. Командир вновь сформированного 66-го Сибирского стрелкового полка с 21.03.1917 по 22.10.1917.
Участник Белого движения в составе ВСЮР и Русской Армии. В 1919-1920 годах в 3-м армейском корпусе. В январе 1920 года командовал обороной Арабатской стрелки.

## Награды
- орден Св. Анны 3-й ст. (ВП 08.09.1903);
- Св. Анны 4-й ст. (утв. ВП 15.12.1905);
- Св. Станислава 2-й ст. с мечами (утв. ВП 30.12.1905);
- Св. Анны 2-й ст. (ВП 16.02.1911; с 06.12.1910);
- Св. Владимира 4-й ст. (ВП 09.03.1914);
- мечи и бант к ордену Св. Владимира 4-й ст. (ВП 21.04.1915);
- Георгиевское оружие (ВП 28.04.1915)[6];
- мечи к ордену Св. Анны 2-й ст. (утв. ВП 07.11.1916);
- мечи и бант к ордену Св. Анны 3-й ст. (утв. ВП 02.01.1917).
- Высочайшее благоволение (ВП 18.08.1915; за отличия в делах...); (ВП 08.01.1916; за отличия в делах...).
- Дарование старшинства в чине Полковника с 29.09.1914 (ВП 09.12.1916; на основании прик. по воен. вед. 1915 г. №563, ст. 4 и 8).